# Friedrich Ploch
Friedrich Ploch (* im 19. Jahrhundert; † nach 1905) war ein deutscher Architekt und Bauunternehmer, der in Freiburg im Breisgau tätig war.
Er errichtete in Freiburg u. a. folgende Bauten:
- 1885–1888: Bauten der Kreispflegeanstalt Stühlinger, Eschholzstraße[1]
- 1886: Haus Kaiserstraße 3 / Ludwigstraße (später Habsburger Straße 119; 1944 zerstört)[2]
- 1886: Wohn- und Geschäftshaus für den Hoffotografen Conrad Ruf, Kaiserstraße 5[3]
- 1888: Villa für Friedrich Pyhrr, Schloßberg[4]
- 1888: Villa Thoma[5]
- 1889–1890: Hotel Freiburger Hof, Humboldtstraße 2[6]
- 1895: Bierniederlage der Riegeler Brauerei, Schnewlinstraße 9 (1988 abgerissen)[7]
- 1894: Evangelisch-lutherische Erlöserkirche, Stadtstraße 22[8]
- 1898: Villa Stadtstraße 5[9]
- vor 1899: Villa für Th. Kromer[10]
- 1902: Doppelhaus Weiherhausstraße 6/8[11]
- 1904: Doppelhaus Weiherhofstraße 10/12[12]
- 1906 Weiherhofstr. 14/16, Doppelhaus[12]
- 1906: Villa Phyrr, Wintererstraße 7[12]
- Warenhaus S. Knopf, Kaiserstraße 60 (heute Kaiser-Joseph-Straße 192) (zerstört)

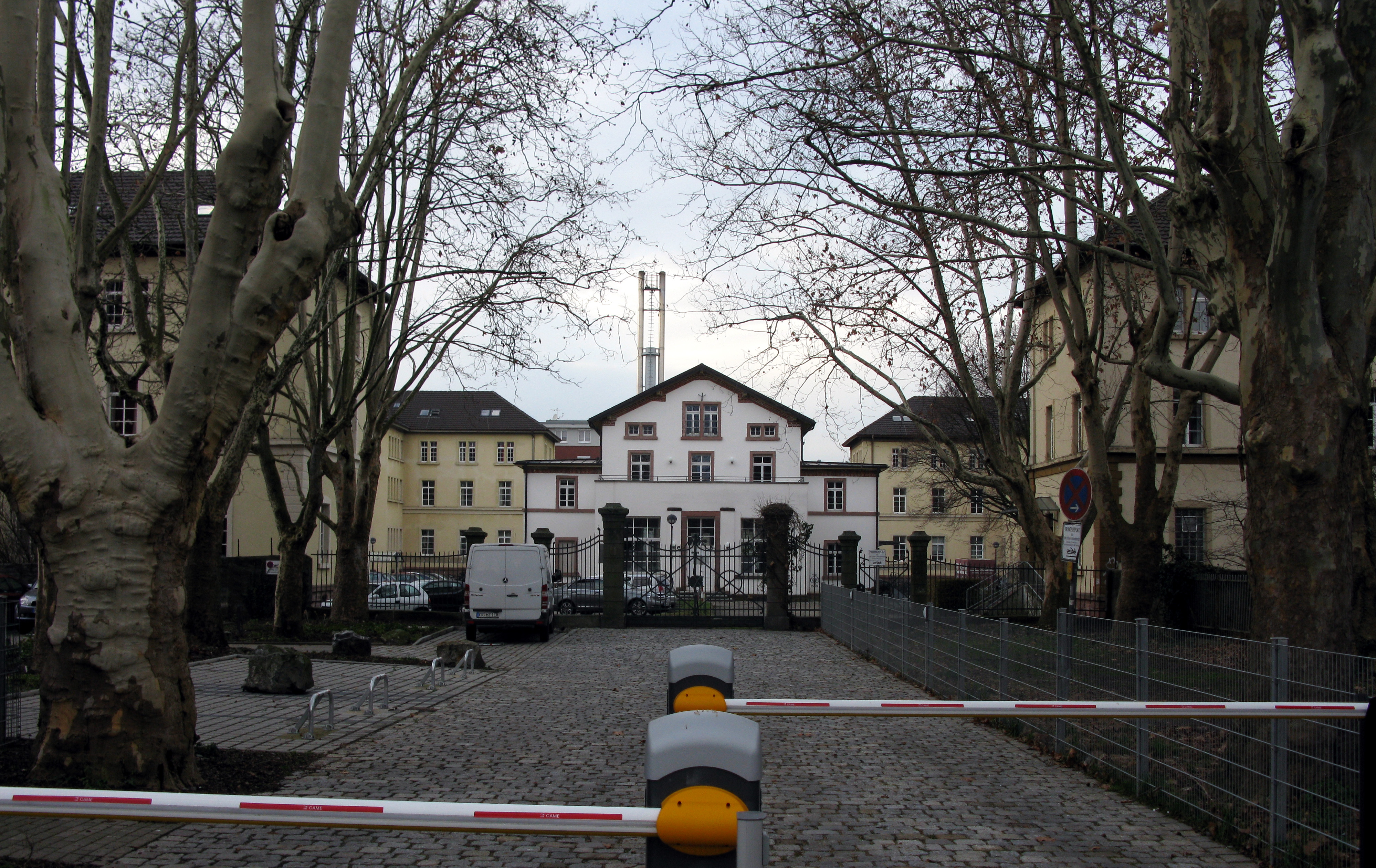
Ehemalige Kreispflegeanstalt in der Escholzstraße (1885–1888)
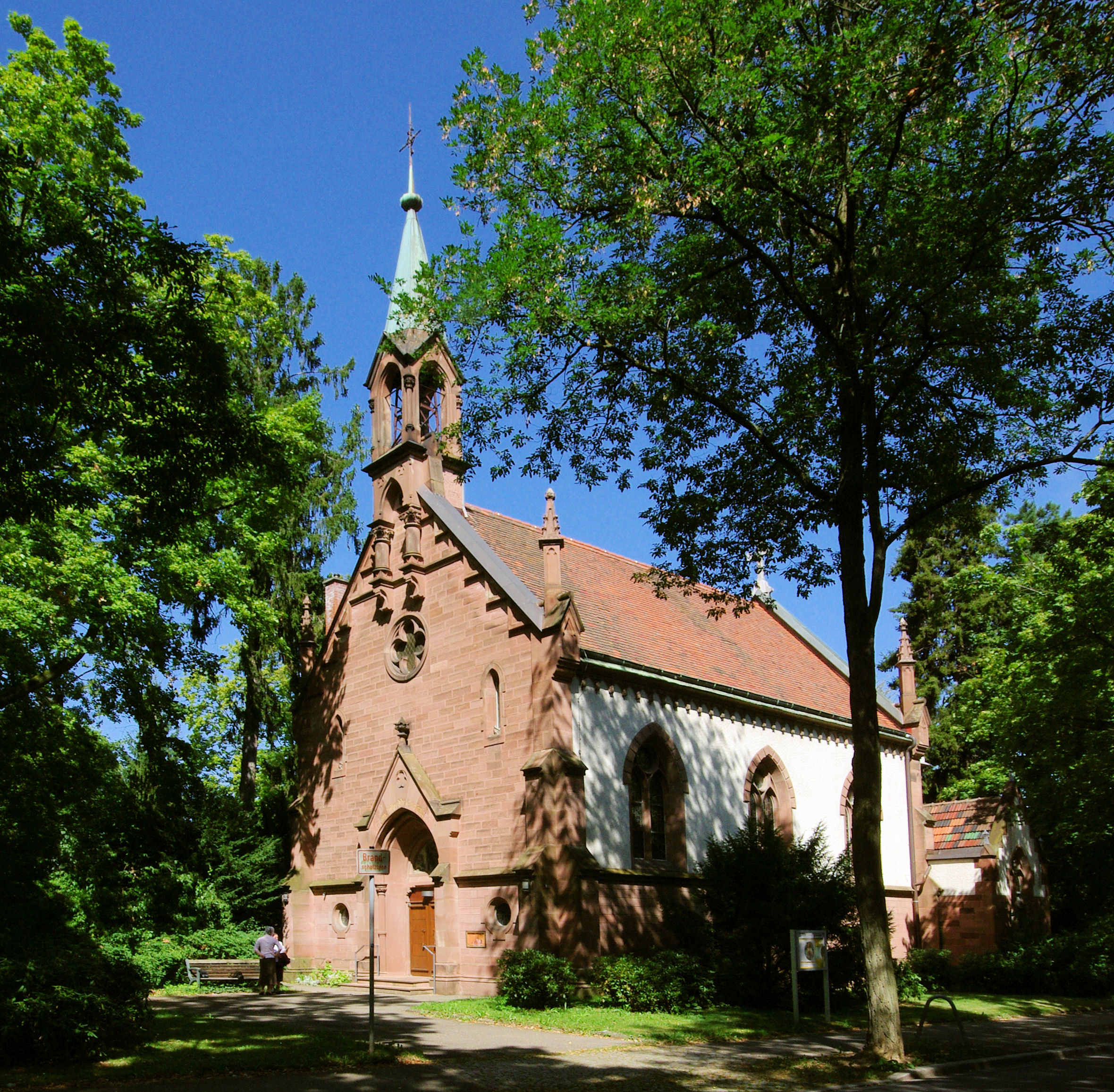
Erlöserkirche in der Stadtstraße (1894)
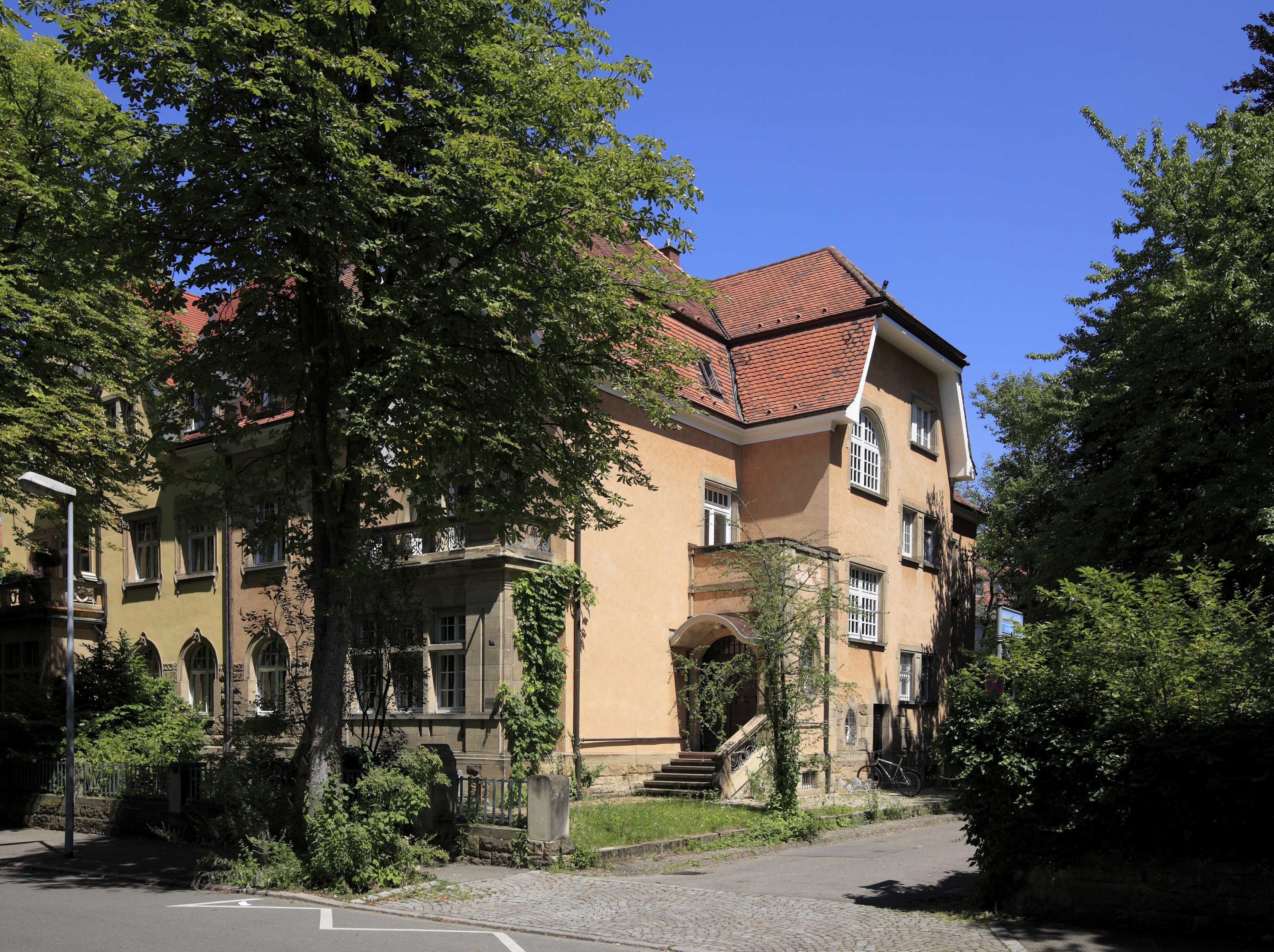
Doppelhaus Weiherhofstraße 14–16  (1906) (Wingolfshaus)